# 李海瓚
李海瓚（韓語：이해찬，1952年7月10日—），出生在韓國忠清南道，本貫全州李氏，朝鮮中宗的第十五代孫，大韓民國政治家，第36任大韩民国国务总理，曾任共同民主党代表。韓國前國務總理、教育部部長、首爾特別市副市長。

## 早年经历
1952年李海瓚出生在大韩民国忠清南道青陽郡，父親是公职人员，毕业于东国大学。
1970年代他投身國家民主化的学生運動，並兩度被捕入獄。

## 政治生涯
1988年首度參與大韩民国国会議員選舉，並成功當選，此后一直連任。1998年金大中就任總統後，加入了新千年民主黨，1998年－1999年出任教育部部長。
2002年，他擔當盧武鉉的總統選舉企劃總部部長。2003年开放国民党成立後轉投开放国民党。2004年盧武鉉彈劾案完結後，原代總統高建宣布退休，李海瓚被盧武鉉指派接任國務總理一職，2004年6月30日正式接任。
2006年3月1日，他作为大韩民国国务总理在韩国铁路工人罢工期间休假打高尔夫球，造成高尔夫球丑闻，被迫于3月14日向总统盧武鉉提交辞呈。
2012年，他接任民主統合黨代表。
2018年8月25日，在黨代表選舉中擊敗前仁川市長宋永吉、國會議員金振杓，当选为共同民主党第四任黨代表。

## 選舉履歷
| 年度 | 選舉屆數       | 選舉區         | 所屬政黨       | 得票數 | 得票率 | 當選標記 | 備註 |
| ---- | -------------- | -------------- | -------------- | ------ | ------ | -------- | ---- |
| 1988 | 第13屆國會選舉 | 首尔冠岳区乙   | 和平民主黨     | 39,950 | 31.18% |          |      |
| 1992 | 第14屆國會選舉 | 首尔冠岳区乙   | 民主黨         | 64,035 | 44.69% |          |      |
| 1996 | 第15屆國會選舉 | 首尔冠岳区乙   | 新政治國民會議 | 54,049 | 44.75% |          |      |
| 2000 | 第16屆國會選舉 | 首尔冠岳区乙   | 新千年民主党   | 48,751 | 47.48% |          |      |
| 2004 | 第17屆國會選舉 | 首尔冠岳区乙   | 开放国民党     | 49,673 | 41.12% |          |      |
| 2012 | 第19屆國會選舉 | 世宗特别自治市 | 民主統合黨     | 22,192 | 47.88% |          |      |
| 2016 | 第20屆國會選舉 | 世宗特别自治市 | 無黨籍         | 46,187 | 43.72% |          |      |